# Castelo Forbes
O Castelo Forbes (em inglês:  Castle Forbes) é um castelo do século XIX localizado em Keig, Aberdeenshire, Escócia.

## História
Construído entre 1815-21, pelo arquiteto Archibald Simpson e terminado por John Smith. Originalmente chamava-se de Putachie.
Encontra-se classificado na categoria "B" do "listed building" desde 16 de abril de 1971.